# Fudbalski Klub Mornar Bar
Il Fudbalski Klub Mornar Bar (mgr. ФК Морнар) è una società calcistica montenegrina di Antivari. Milita nella Prva crnogorska fudbalska liga, la massima divisione del campionato montenegrino di calcio, e gioca le partite casalinghe allo stadio Topolica, impianto da 6 000 spettatori.

## Statistiche e record

### Statistiche nelle competizioni UEFA
Tabella aggiornata alla fine della stagione 2024-2025.
| Competizione           | Partecipazioni | G | V | N | P | RF | RS |
| ---------------------- | -------------- | - | - | - | - | -- | -- |
| UEFA Conference League | 1              | 6 | 2 | 2 | 2 | 7  | 9  |

## Organico

### Rosa 2022-2023
| N. |                                 | Ruolo | Calciatore           |
| -- | ------------------------------- | ----- | -------------------- |
| 1  | Montenegro (bandiera)           | P     | Boris Lakićević      |
| 2  | Montenegro (bandiera)           | D     | Aleksandar Dubljević |
| 4  | Serbia (bandiera)               | D     | Igor Arsenijević     |
| 5  | Montenegro (bandiera)           | D     | Mihailo Petrović     |
| 6  | Bosnia ed Erzegovina (bandiera) | C     | Boban Obradović      |
| 7  | Montenegro (bandiera)           | D     | Nikola Radulović     |
| 9  | Montenegro (bandiera)           | A     | Petar Jovović        |
| 12 | Montenegro (bandiera)           | P     | Dragan Masoničić     |
| 14 | Montenegro (bandiera)           | D     | Danilo Tomić         |
| 15 | Montenegro (bandiera)           | D     | Stefan Radovanović   |

| N. |                                 | Ruolo | Calciatore          |
| -- | ------------------------------- | ----- | ------------------- |
| 18 | Montenegro (bandiera)           | C     | Ivan Mijušković     |
| 20 | Montenegro (bandiera)           | C     | Demir Kajević       |
| 22 | Montenegro (bandiera)           | C     | Ivan Smolović       |
| 24 | Serbia (bandiera)               | A     | Mehmed Divanović    |
| 33 | Montenegro (bandiera)           | C     | Mirko Spasojević    |
| 75 | Montenegro (bandiera)           | C     | Aleksandar Maslovar |
| 94 | Montenegro (bandiera)           | D     | Nino Vukmarković    |
| -  | Bosnia ed Erzegovina (bandiera) | D     | Boris Savić         |
| -  | Serbia (bandiera)               | A     | Marko Memedović     |

## Palmarès

### Competizioni nazionali
- Crnogorska republička liga: 3

1988-1989, 1994-1995, 2000-2001
- Druga Crnogorska Liga: 2

2017-2018, 2020-2021
- Treća Crnogorska Liga: 1

2007-2008

### Competizioni regionali
- Crnogorski regionalni kupovi: 1

2006-2007

### Altri piazzamenti
- Campionato montenegrino:

Secondo posto: 2023-2024
- Coppa del Montenegro:

Finalista: 2024-2025
- Druga Crnogorska Liga:

Promozione: 2008-2009, 2011-2012
- Druga liga SR Jugoslavije:

Terzo posto: 2001-2002 (girone sud)